# Бернетт, Кэти
Кэтлин Мари Бернетт (англ. Kathleen Marie Burnett; род. 7 октября 1988, Белвью, Вашингтон) — американская легкоатлетка, специалистка по спортивной ходьбе. Выступает на профессиональном уровне с 2011 года, многократная победительница и призёрка первенств национального значения, действующая рекордсменка США в ходьбе на 50 км, участница чемпионатов мира 2017 года в Лондоне и 2019 года в Дохе.

## Биография
Кэти Бернетт родилась 7 октября 1988 года в Белвью, штат Вашингтон.
Занималась лёгкой атлетикой во время учёбы в старшей школе Desert Ridge High School в Месе, Аризона, успешно выступала на юниорских соревнованиях по спортивной ходьбе. Позднее представляла легкоатлетические команды Аризонского университета и Университета Уильяма Пенна, принимала участие в различных студенческих стратах, в частности соревновалась в первом дивизионе чемпионата Национальной ассоциации студенческого спорта (NCAA).
Впервые заявила о себе на международном уровне в сезоне 2012 года, когда вошла в состав американской сборной и выступила на Кубке мира по спортивной ходьбе в Саранске, где в дисциплине 20 км заняла итоговое 71-е место.
В 2013 году в 20-километровой дисциплине показала 14-й результат на Панамериканском кубке в Гватемале.
В 2014 году заняла 77-е место на Кубке мира в Тайцане.
В 2015 году в ходьбе на 20 км показала 22-й результат на Панамериканском кубке в Арике, выиграла бронзовую медаль на чемпионате США в Юджине.
В 2016 году заняла 83-е место на командном чемпионате мира в Риме, взяла бронзу на национальном олимпийском отборочном турнире в Сейлеме.
В 2017 году на дистанции 20 км показала 21-й результат на Панамериканском кубке в Лиме, на дистанции 50 км одержала победу на чемпионате США в Санти. Принимала участие в чемпионате мира в Лондоне — в дисциплине 50 км финишировала четвёртой, установив при этом ныне действующий национальный рекорд 4:21:51.
В 2018 году вновь стала чемпионкой США в ходьбе на 50 км, сошла с дистанции на командном чемпионате мира в Тайцане, выиграла бронзовую медаль в 20-километровой ходьбе на чемпионате Северной Америки, Центральной Америки и Карибского бассейна в Торонто.
В 2019 году выиграла национальный чемпионат в ходьбе на 10 000 метров в Де-Мойне, взяла бронзу в ходьбе на 20 км на национальном первенстве в Тастине, тогда как на соревнованиях в Сан-Диего установила мировой рекорд в ходьбе на 50 000 метров. В дисциплине 50 км была седьмой на Панамериканском кубке в Ласаро-Карденас, сошла на Панамериканских играх в Лиме, заняла 17-е место на чемпионате мира в Дохе.
В 2022 году стартовала на командном чемпионате мира в Маскате, в дисциплине 20 км показала 40-й результат.